# جاك دوغرتي
جاك دوغرتي (بالإنجليزية: Jack Dougherty)‏ هو لاعب هوكي الجليد أمريكي، ولد في 25 مايو 1996 في سانت بول في الولايات المتحدة.

## وصلات خارجية
- جاك دوغرتي على موقع دوري الهوكي الوطني (الإنجليزية)
- جاك دوغرتي على موقع EliteProspects.com (الإنجليزية)
- جاك دوغرتي على موقع HockeyDB.com (الإنجليزية)